# Братское кладбище (Киев)
Братское кладбище (укр. Братське кладовище) — киевское городское кладбище, расположено по улице Григоровича-Барского, 2 в Святошинском районе столицы Украины. Площадь 2,2 га.

## История
Возникло как сельское кладбище бывшего села Братская Борщаговка, принадлежавшего Братскому монастырю на Подоле (откуда и произошло название — Братская Борщаговка и Братское кладбище). Братская Борщаговка была известна с 1633 г., по-видимому, тогда же здесь начали хоронить жителей села.
В 1971 году с. Братская Борщаговка вошло в состав Киева. 
На территории кладбища находится братская могила воинов, павших в годы Великой Отечественной войны. Установлен памятный знак жертвам голода на Украине (1932-1933).
В настоящее время кладбище закрыто для новых захоронений, за исключением подхоронений родственников.
Братским также называлась часть Лукьяновского кладбища, снесённого после войны. Кроме того, название «Братское» носило кладбище на Зверинце, где хоронили воинов, погибших в годы первой мировой войны (сейчас на этом месте расположен Институт проблем прочности НАН Украины).